# Шафранец, Ян
Ян Шафранец (1363 — 28 июля 1433) — польский римско-католический и государственный деятель, каноник краковский (1400), кустош краковский (1405), декан краковский (1409), подканцлер коронный (1419—1423), канцлер великий коронный (1423—1429), епископ куявско-поморский (1428—1433). Покровитель и ректор Краковской Академии.

## Биография
Представитель польского дворянского рода Шафранцев герба «Старыконь». Сын подстолия краковского Петра Шафранца. Старший брат — воевода сандомирский, староста и воевода краковский Пётр Шафранец (ум. 1437).
Получил образование в Пражском и Гейдельбергском университетах. В 1404 году Ян Шафранец был избран ректором Краковской Академии. Получил ряд церковных должностей в Кракове, в частности, стал генеральным викарием и официалом епископа Петра Виша из Радолина, в краковском капитуле — кустошем, схоластиком и деканом.
Подканцлер коронный с 1419 года, великий канцлер коронный в 1423-1429 годах.
В мае 1428 года Ян Шафранец был избран на должность епископа куявского-поморского (с центром во Влоцлавеке). На его избрании настаивал король Польши Владислав Ягелло. Ян Шафранец получил папское утверждение на должность в сентябре 1428 года.